# Psilostrophe
 Psilostrophe  DC., 1838 è un genere di piante angiosperme dicotiledoni della famiglia delle Asteraceae, sottofamiglia Asteroideae, tribù Helenieae e sottotribù Tetraneurinae.

## Etimologia
Il nome del genere deriva da due parole greche "psilo" (= nudo) e "strophe" (= girare), alludendo probabilmente al ricettacolo privo di pagliette.
Il nome scientifico del genere è stato definito dal botanico Augustin Pyramus de Candolle (1778-1841) nella pubblicazione " Prodromus Systematis Naturalis Regni Vegetabilis ... (DC.)" ( Prodr. [A. P. de Candolle] 7(1): 261 ) del 1838.

## Descrizione

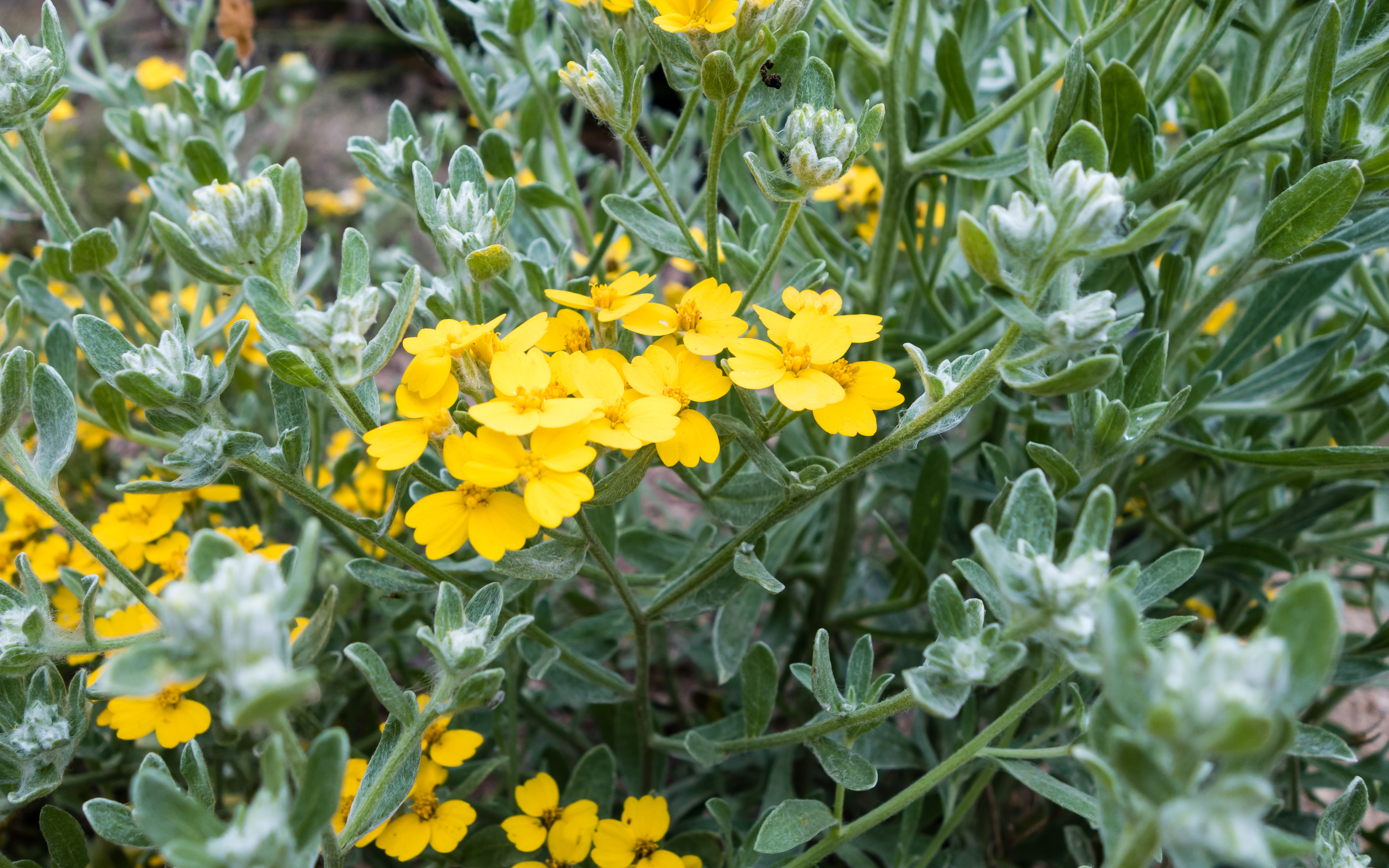
Il portamento
Psilostrophe tagetina

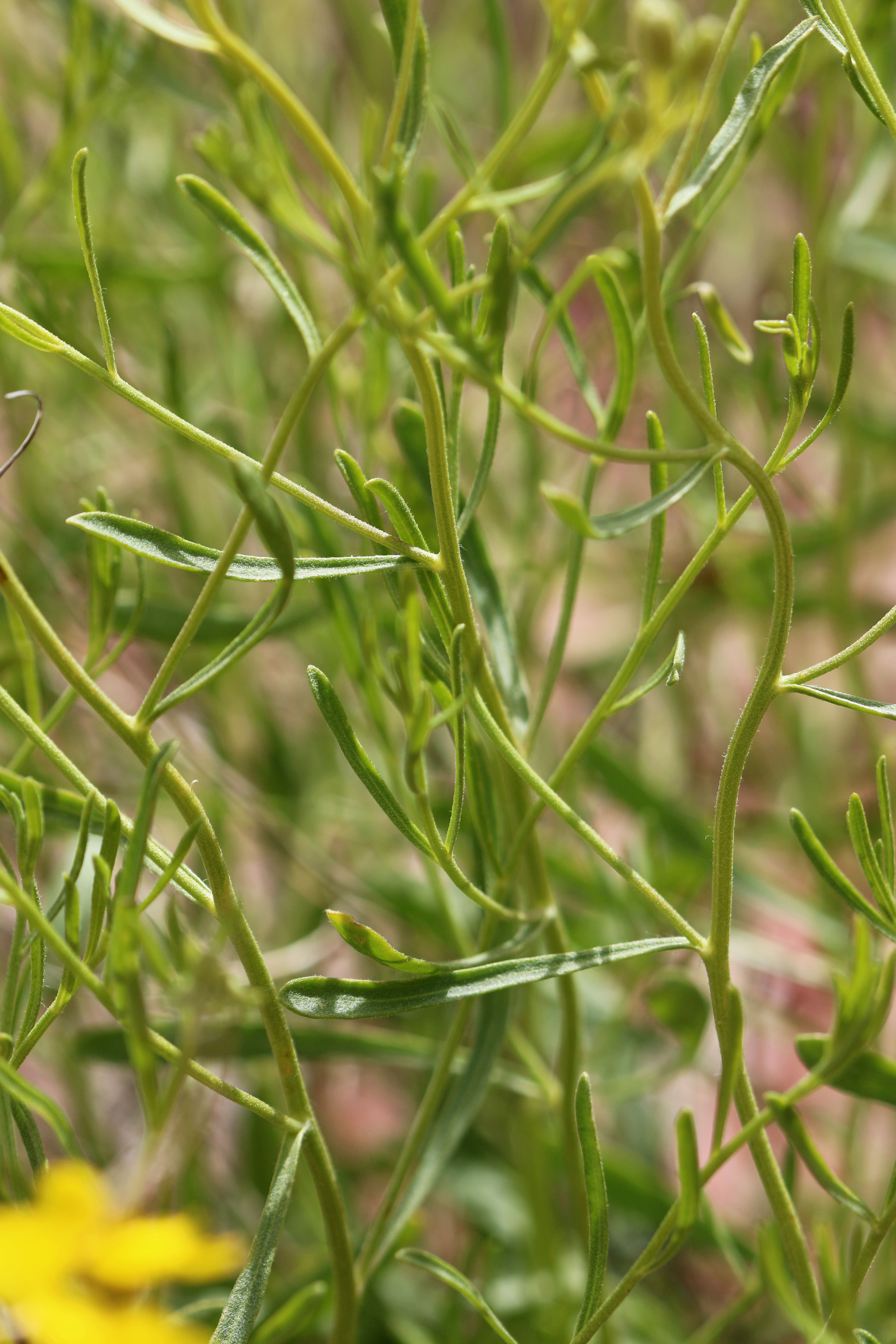
Le foglie
Psilostrophe sparsiflora

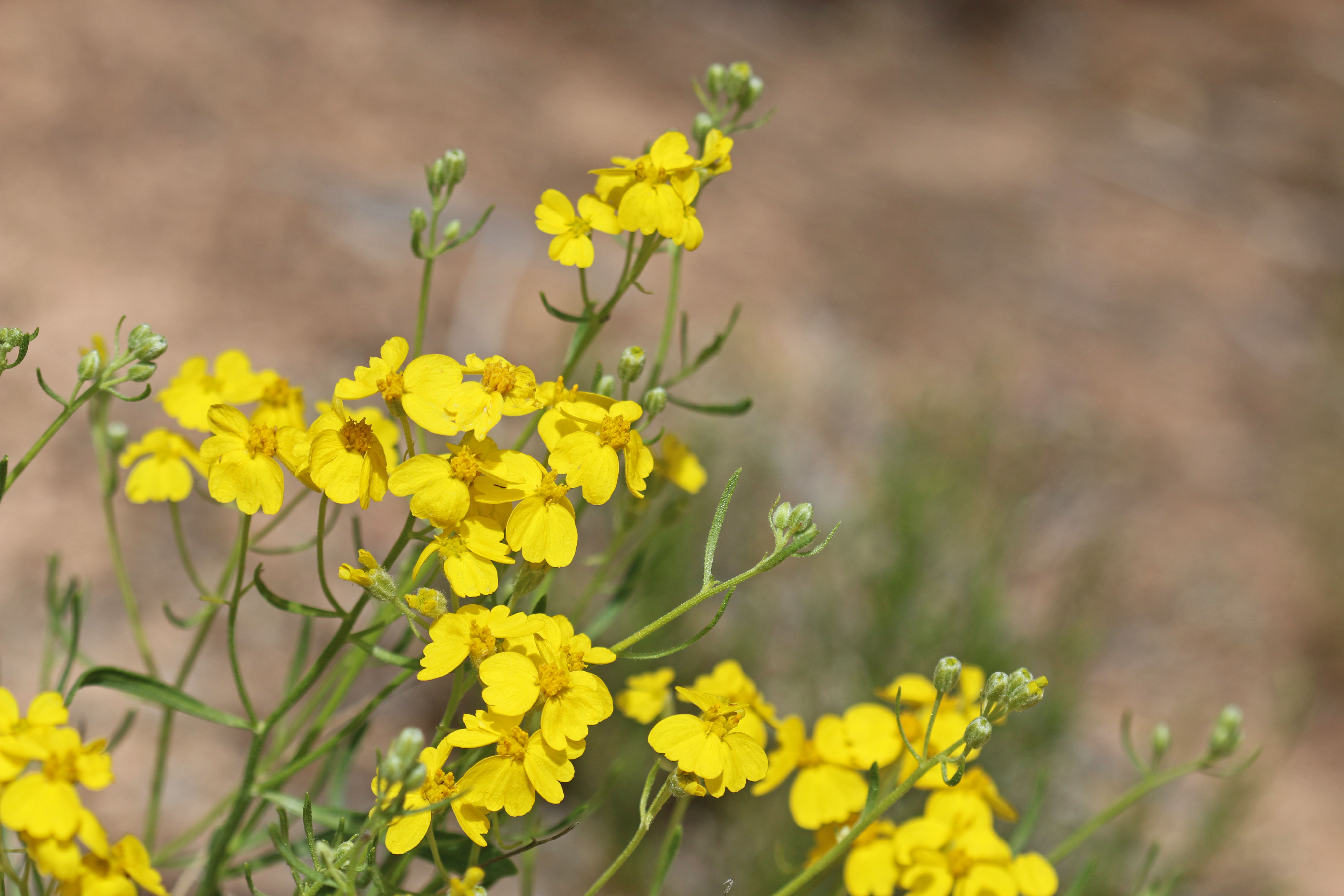
Infiorescenza
Psilostrophe sparsiflora

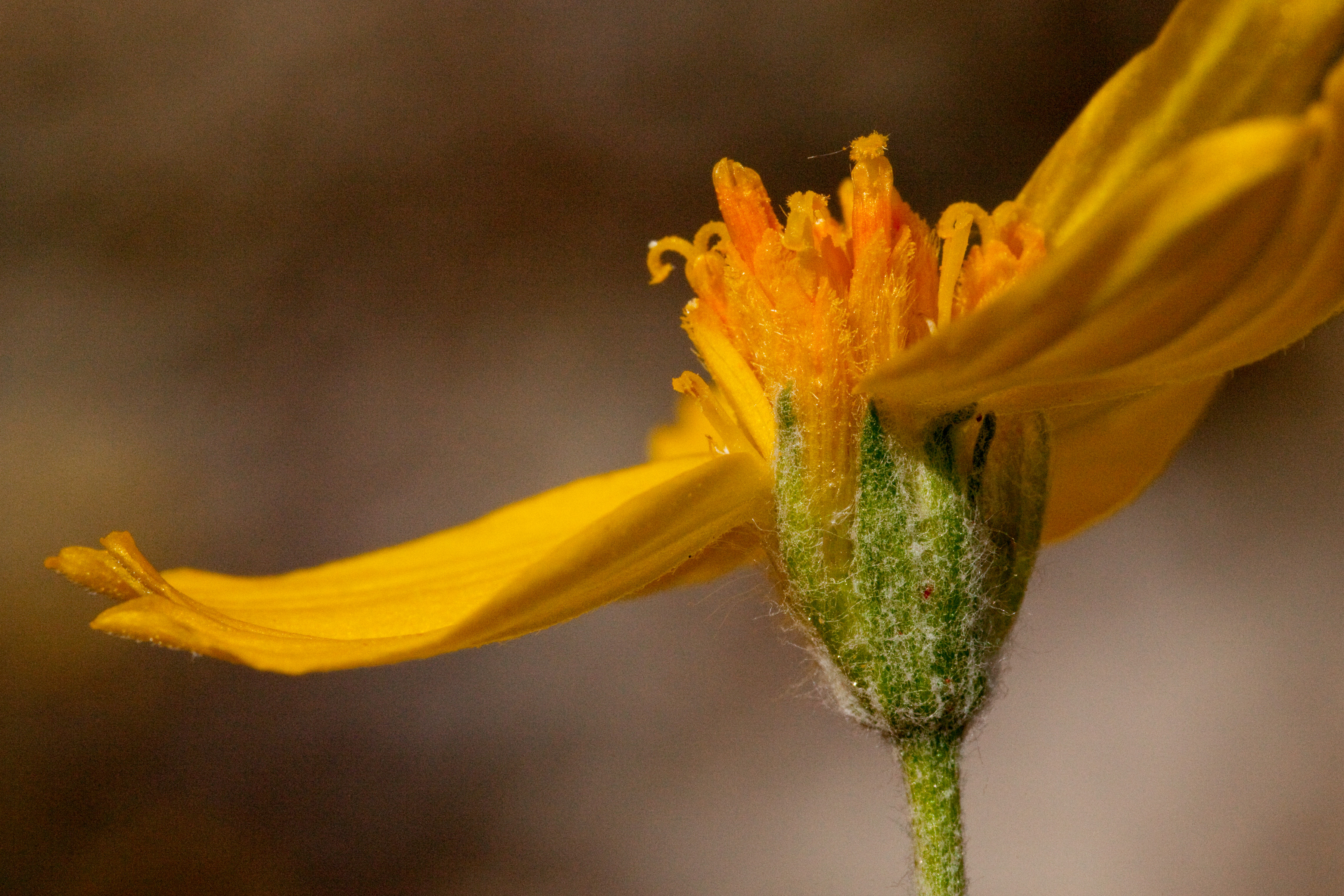
I fiori
Psilostrophe cooperi

Portamento. Le specie di questo genere hanno un ciclo biologico perenne, raramente bienne; l'habitus erbaceo è fioccoso.Sono inoltre piante senza lattice.
Fusto. La parte aerea in genere è eretta, densamente lanosa. Altezza media: 8-60 cm. 
Foglie. Le foglie possono essere sia basali che cauline, picciolate o sessili. Le forme variano da da lineari a spatolate o oblanceolate con contorni interi o pennatifidi, variamente lanose. Le facce variano da densamente a scarsamente aracno-villose e spesso punteggiate di ghiandole.
Infiorescenza. Le sinflorescenze sono composte da diversi capolini raccolti in formazioni aperte corimbose. Le infiorescenze vere e proprie sono composte da un capolino terminale di tipo radiato, normalmente con fiori eterogami. I capolini sono formati da un involucro, con forme da cilindriche a campanulate, composto da diverse brattee disposte su 1-2 serie, al cui interno un ricettacolo fa da base ai fiori di due tipi: fiori del raggio e fiori del disco. Le brattee, da 5 a 12, densamente lanose, a consistenza erbacea e con margini membranosi sono lunghe 2-7 mm. Il ricettacolo è privo di pagliette a protezione della base dei fiori; la forma del ricettacolo varia da da piatta a convessa. Diametro degli involucri: 2-7 mm.
Fiori.  I fiori sono tetra-ciclici (formati cioè da 4 verticilli: calice – corolla – androceo – gineceo) e pentameri (calice e corolla formati da 5 elementi). Si distinguono in:
- fiori del raggio (esterni): (da 1 a 8) sono femminili e fertili, sono disposti su una o più serie; la forma è ligulata (fiori zigomorfi);
- fiori del disco (centrali): (da 5 a 25) sono ermafroditi e fertili con forme tubolari (fiori attinomorfi.

- Formula fiorale:

*/x K {\displaystyle \infty }, [C (5), A (5)], G 2 (infero), achenio 
- Calice: i sepali del calice sono ridotti ad una coroncina di squame.

- Corolla:

- fiori del raggio: la forma della corolla alla base è più o meno tubulosa-imbutiforme, mentre all'apice è ligulata; la ligula può terminare con alcuni denti da 3 a 5 con apici ottusi o troncati; i colori sono giallo e giallo-arancio;
- fiori del disco: la forma è tubulare/campanulata bruscamente divaricata in 5 lobi; i lobi, patenti o eretti, hanno una forma deltata o più o meno lanceolata; i colori sono giallo e giallo-bruno. Sono presenti delle cellule sclerificate.

- Androceo: l'androceo è formato da 5 stami sorretti da filamenti generalmente liberi; gli stami sono connati e formano un manicotto circondante lo stilo; le teche, produttrici del polline, alla base sono troncate. Le appendici delle antere sono ovate; le cellule delle appendici sono per lo più sclerificate. Il tessuto endoteciale, rivestimento interno dell'antera, è quasi sempre polarizzato con due superfici distinte: una verso l'esterno e una verso l'interno. Il polline è sferico con un diametro medio di circa 25 micron;  è tricolporato con tre aperture sia di tipo a fessura che tipo isodiametrica o poro ed è echinato con punte sporgenti e divergenti.

- Gineceo: l'ovario è infero uniloculare formato da 2 carpelli. Lo stilo, il recettore del polline, è profondamente bifido con due stigmi divergenti troncati e con le linee stigmatiche marginali separate e parallele.

Frutti. I frutti sono degli acheni con o senza pappo. L'achenio ha una forma obconica o obpiramidale con al massimo 10 coste longitudinali; la superficie è glabra o densamente pubescente oppure ghiandolosa. Il pappo, se presente, è formato da 4-8 scaglie a forma ellittica; le scaglie sono inoltre acuminate. Lunghezza degli acheni: 2,5-4 mm.

## Biologia
Impollinazione: l'impollinazione avviene tramite insetti (impollinazione entomogama tramite farfalle diurne e notturne).

Riproduzione: la fecondazione avviene fondamentalmente tramite l'impollinazione dei fiori (vedi sopra).

Dispersione: i semi (gli acheni) cadendo a terra sono successivamente dispersi soprattutto da insetti tipo formiche (disseminazione mirmecoria). In questo tipo di piante avviene anche un altro tipo di dispersione: zoocoria. Infatti gli uncini delle brattee dell'involucro (se presenti) si agganciano ai peli degli animali di passaggio disperdendo così anche su lunghe distanze i semi della pianta. Inoltre per merito del pappo (se presente) il vento può trasportare i semi anche a distanza di alcuni chilometri (disseminazione anemocora).

## Distribuzione e habitat
Le specie di questo genere sono distribuite in Messico settentrionale e USA occidentale.

## Sistematica
La famiglia di appartenenza di questa voce (Asteraceae o Compositae, nomen conservandum) probabilmente originaria del Sud America, è la più numerosa del mondo vegetale, comprende oltre 23.000 specie distribuite su 1.535 generi, oppure 22.750 specie e 1.530 generi secondo altre fonti (una delle checklist più aggiornata elenca fino a 1.679 generi). La famiglia attualmente (2021) è divisa in 16 sottofamiglie; la sottofamiglia Asteroideae è una di queste e rappresenta l'evoluzione più recente di tutta la famiglia.

### Filogenesi
Il gruppo di questa voce è descritto nella sottotribù Tetraneurinae caratterizzata da brattee erette all'antesi, da venature delle corolle che s'incontrano agli apici dei lobi e dalle appendici delle antere ricoperte da tricomi ghiandolari sulla faccia abassiale.
Nell'ambito filogenetico della sottotribù  Psilostrophe si trova nel "core" del gruppo e insieme al genere Ovicula forma un "gruppo fratello".
I caratteri distintivi del genere sono:
- il portamento delle piante, lanose, non è scaposo;
- i fiori del raggio sono 1-6, quelli del disco 5-17;
- il pappo è formato da 4-8 scaglie ialine.

Il numero cromosomico delle specie di questa voce è: 2n = 32.

### Elenco delle specie
Questo genere ha 7 specie:
- Psilostrophe bakeri Greene
- Psilostrophe cooperi  (A.Gray) Greene
- Psilostrophe gnaphalodes  DC.
- Psilostrophe hartmanii  Rydb.
- Psilostrophe sparsiflora  (A.Gray) A.Nelson
- Psilostrophe tagetina  (Nutt.) Greene
- Psilostrophe villosa  Rydb. ex Britton

### Sinonimi
Sono elencati alcuni sinonimi per questa entità:
- Riddellia Nutt.